# Locomotiva da manovra

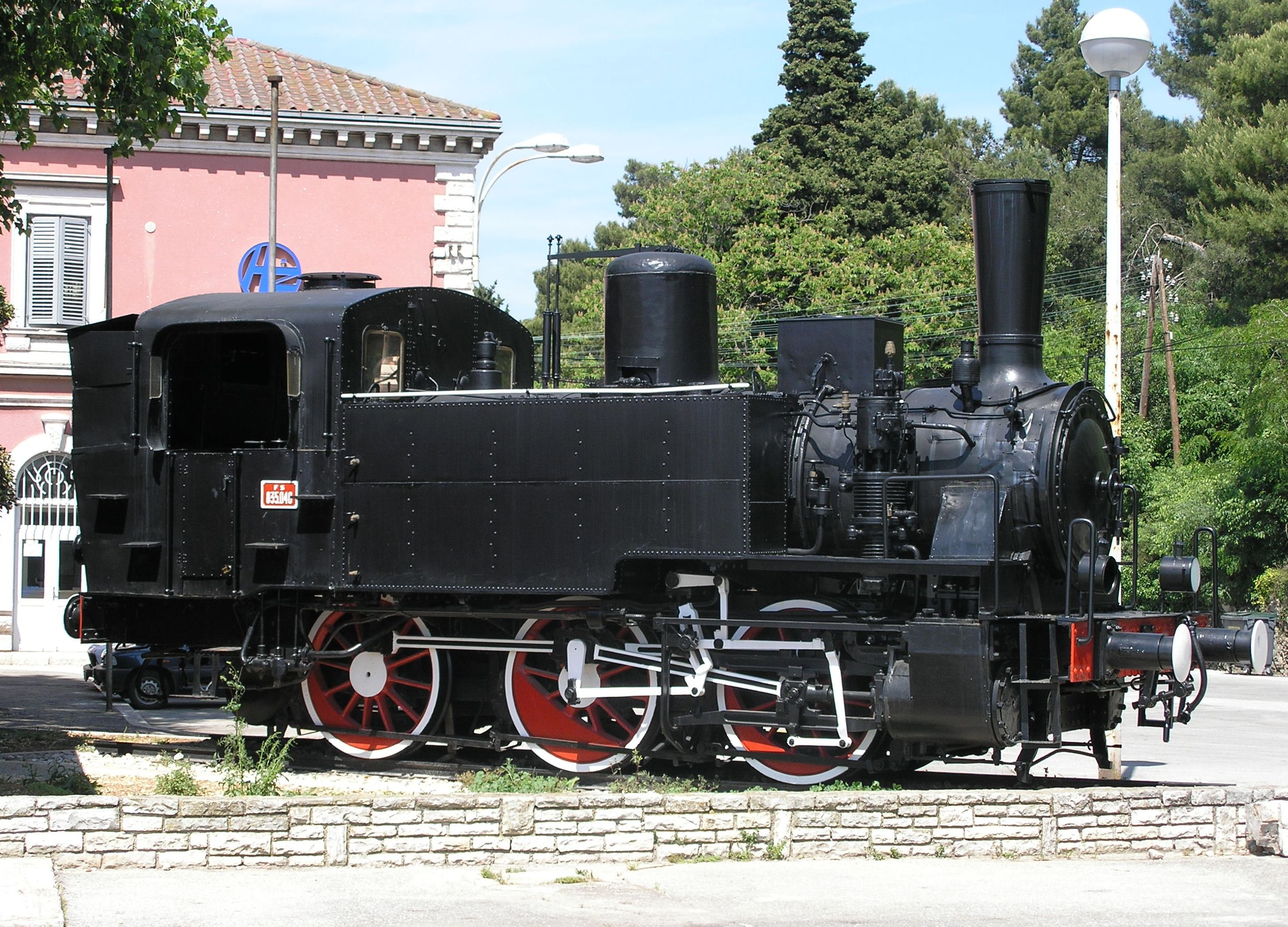
Una locomotiva-tender del gruppo 835 delle Ferrovie dello Stato italiane.

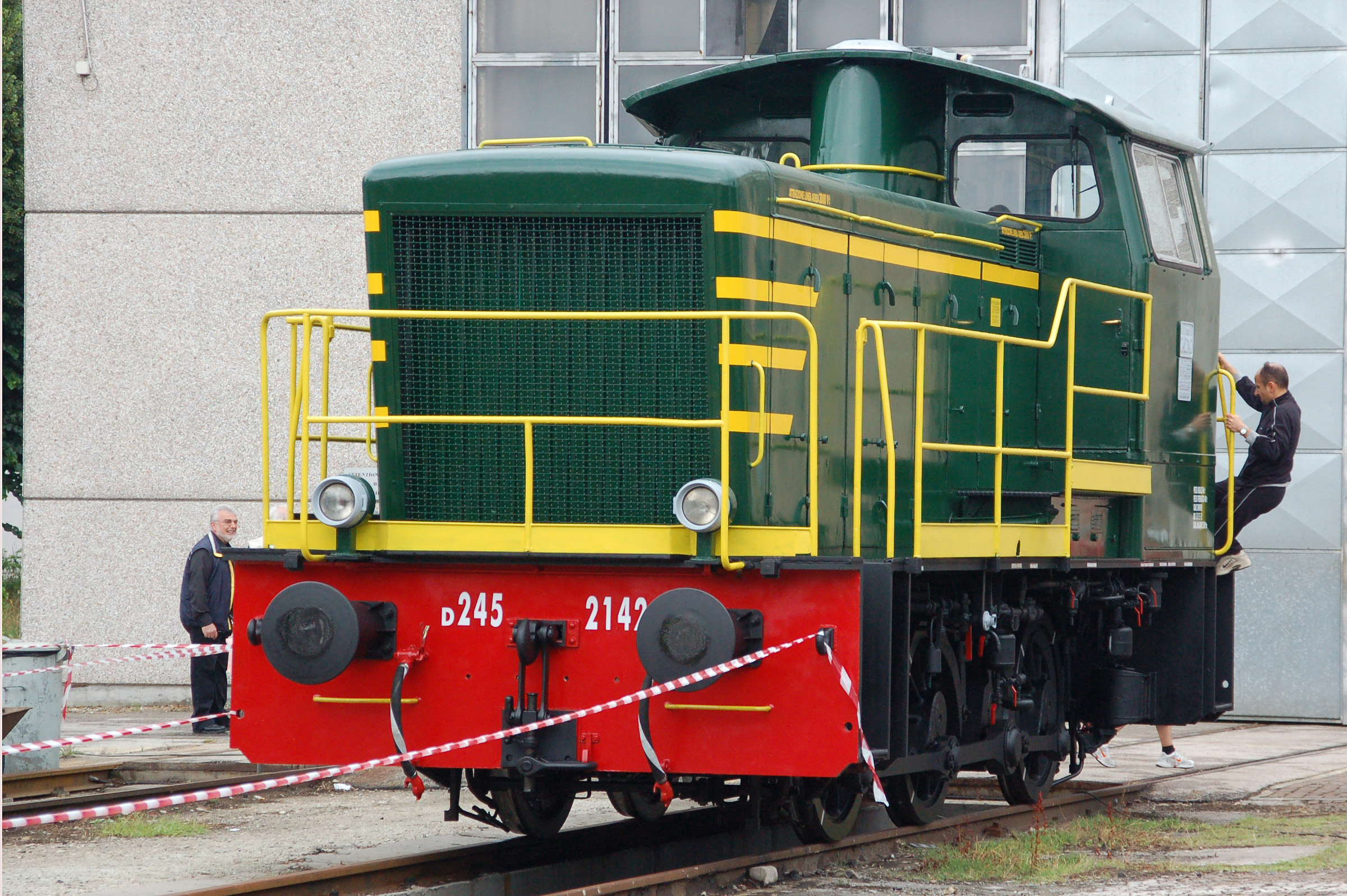
Locomotiva diesel del gruppo D.245.

Nella tecnica e nell'organizzazione delle ferrovie si definisce locomotiva da manovra un tipo di locomotiva a vapore, elettrica o termica atta al servizio di manovra e smistamento dei veicoli ferroviari o tranviari negli scali, nei parchi ferroviari o nei raccordi industriali.
Il suo nome sintetizza il tipo di servizio per cui è progettata e costruita. Essa si differenzia dalle locomotive per il servizio di linea principalmente per le modeste velocità a cui possono muoversi (non necessarie per le operazioni di manovra) a fronte di una potenza tale da generare elevate forze di trazione che permettano di muovere colonne di veicoli anche di notevole massa (sulla rete delle Ferrovie dello Stato italiane all'inizio degli anni Sessanta le locomotive dei gruppi D.141 e D.143 manovravano colonne anche di 1000 tonnellate).
Avendo relativamente poca potenza ma con un elevato sforzo di trazione iniziale per mettere in moto velocemente i carri pesanti, le locomotive di manovra hanno ingranaggi tali da produrre elevato momento meccanico ma sono limitati a basse velocità massime e hanno ruote motrici di piccolo diametro. Un ulteriore accorgimento è spesso la lunghezza ridotta che permette il movimento anche in corti raccordi tronchi delle stazioni e la giratura mediante piattaforme girevoli di piccolo diametro. Le locomotive di manovra sono gli equivalenti nella ferrovia dei rimorchiatori.
Se si tratta di una locomotiva a vapore ha un carico di carbone in genere posto dietro la cabina di guida in un cassone metallico con un'apertura calibrata in basso all'interno della cabina di guida assumendo le caratteristiche di una locomotiva-tender; ciò facilita l'impiego di un solo agente di condotta. Con l'abbandono della trazione a vapore le locomotive da manovra sono state costruite in grandissimo numero con motore termico a motivo della sua versatilità d'uso su ogni tipo di linea e raccordo. Solo per l'impiego nei grossi scali elettrificati hanno trovato impiego piuttosto limitato le locomotive da manovra elettriche.